# کارته‌پروان
کارته‌پروان (به لاتین: Kārte Parwān) یک منطقهٔ مسکونی در افغانستان است که در ولسوالی کابل واقع شده‌است.